# The Boring Company
The Boring Company (Abkürzung TBC, englisch für „das bohrende Unternehmen“ oder auch „das langweilige Unternehmen“) ist ein US-amerikanisches Tunnelbau- und Infrastrukturunternehmen. Es wurde von Elon Musk in Hawthorne, Kalifornien gegründet und hatte seinen Sitz auf dem Gelände von SpaceX. 2023 zog der Unternehmenssitz nach Bastrop, Texas.

## Technik
Erklärtes Ziel der Boring Company ist es, die Kosten für den Tunnelbau um mindestens 90 % zu verringern und die Baugeschwindigkeit deutlich zu erhöhen.
Erreicht werden soll das durch
- verkleinerte und normierte Tunnelquerschnitte
- neue Tunnelbohrmaschinen, die von der Oberfläche aus gestartet werden können und erheblich schneller arbeiten sollen als bisherige Designs
- einen rein elektrischen Maschinenpark, der eine weniger aufwendige Ventilation benötigt
- die Verwendung von Gummirädern statt Schienen für die Tunnelbaufahrzeuge

- Verschalung der Tunnel parallel zu den Bohrarbeiten statt abwechselnd in Abschnitten
- Wiederverwendung des Abraums
- vertikale Integration durch Herstellung von Tunnelbohrmaschinen, weiteren elektrischen Baumaschinen und der Tunnelverschalung aus einer Hand.

### Loop
Die Tunnel sollen mit elektrisch betriebenen Shuttles befahren werden, die bis zu 16 Passagiere gleichzeitig befördern können. Die Shuttles sollen von Tesla, Inc. gebaut werden und Geschwindigkeiten von bis zu 240 km/h erreichen. Laut der Boring Company würde das System, zumindest in seiner ersten Phase, Pendlern Vorrang geben, die keine eigenen Fahrzeuge besitzen.

## Geschichte
Elon Musk hatte sich am 17. Dezember 2016 per Twitter über den Verkehr in der Stadt Los Angeles beklagt und angekündigt, „eine Tunnelbohrmaschine zu bauen und einfach loszugraben“. Am selben Tag gründete Musk The Boring Company.
Musk hatte sich auch vorher schon mit Tunneln auseinandergesetzt; zum einen, weil sie in Zusammenhang mit dem Hyperloop-Konzept von großer Bedeutung sind, zum anderen, weil dadurch das Problem der Verkehrsbelastung in urbanen Regionen gelöst werden könnte, sodass man „nicht mehr die ganze Zeit in nervtötenden Verkehrsstaus feststeckt“. Zuvor hatte Musk wiederholt andere Personen, die ihn nach neuartigen Geschäftsideen gefragt hatten, darauf hingewiesen, Tunnelbau in Betracht zu ziehen. Die Verkehrsstaus in Los Angeles, in denen Musk immer wieder feststeckte, waren für ihn der Auslöser, ein eigenes Tunnelbauunternehmen zu gründen.
Seit Anfang Februar 2017 wurde auf dem Parkplatz des SpaceX-Geländes in Hawthorne, Kalifornien, eine Grube mit einer Länge von 15 m, einer Breite von 9 m und einer Tiefe von 4,6 m ausgehoben. Musk wählte den Parkplatz als erstes Testgelände aus, da für die Bauarbeiten auf dem eigenen Gelände keine Baugenehmigung durch die Stadt erteilt werden musste.
Ende April 2017 zeigte The Boring Company auf YouTube in einer Animation das unterirdische Transportsystem. In dem Video fährt ein Tesla durch die überfüllten Straßen von Los Angeles und hält am Straßenrand auf einer Plattform, die sich, ähnlich wie ein Fahrstuhl für Autos, langsam in den Untergrund absenkt. Sie ordnet sich in einem Tunnel in den Verkehr ein. Die einzelnen Plattformen werden automatisch gesteuert auf Schienen geführt und sollen bis zu 200 km/h erreichen können. In einer Übersicht sind mehrere Dutzend Tunnel zu sehen, in denen Autos befördert werden. Die Plattform klinkt sich schließlich aus dem Verkehr aus, fährt mit dem Aufzug wieder an die Oberfläche und entlässt das Auto in den gewohnten Straßenverkehr.
In einem Interview sagte Musk, dass er zwar ein Freund von fliegenden Dingen sei, womit er auf den Erfolg seines Raumfahrtunternehmens SpaceX anspielte, doch zur Bewältigung der Verkehrsprobleme gehe er lieber unter die Erde als in die Luft. Zu den Nachteilen von Drohnen und fliegenden Autos gehören beispielsweise die hohe Lautstärke und die starken Luftwirbel, die sie verursachen, so Musk.
Musk will die Baukosten für Tunnel gegenüber herkömmlichen Verfahren um den Faktor zehn senken. Dies soll unter anderem durch einen geringeren Querschnitt der Röhren erreicht werden. Zusätzlich plant er, das Bauverfahren radikal zu verändern und deutlich stärkere Maschinen einzusetzen. Musk hatte dafür Kontakt zu Herrenknecht, dem deutschen Weltmarktführer für Tunnelbohrungen, aufgenommen. Martin Herrenknecht sagte nach einem Treffen mit Musk: „Das lief dann ziemlich chaotisch, weil er mehrfach für längere Zeit den Raum verließ und immer wieder andere Ideen präsentierte.“ Am Ende versuchte er den von Herrenknecht genannten Verkaufspreis für eine Tunnelbohrmaschine um das Fünffache zu drücken. Gegenüber dem Manager Magazin sagt Herrenknecht: „Für meine Branche sehe ich in Musk vor allem einen geschickten Schaumschläger. Er behauptet ja, er könne Tunnel schneller und billiger als andere bauen, und sorgt so für Aufsehen“. Per Twitter verkündete Musk Ende Juni 2017, dass das „Warten auf Godot ein Ende hat“, womit er auf das Theaterstück Warten auf Godot von Samuel Beckett anspielte. Die Tunnelbohrmaschine (TBM) von The Boring Company wurde nämlich auf den Namen „Godot“ getauft.
Am 20. Juli 2017 teilte Musk mit, dass er eine mündliche Zusage der (US-amerikanischen) Regierung erhalten habe, um eine unterirdische Hyperloop-Strecke zwischen New York City, Philadelphia, Baltimore und Washington, D.C. zu bauen, bei der die Tunnelbautechnik der Boring Company verwendet werden solle. Wie sich später herausstellte, handelte es sich bei der „mündlichen Zusage der Regierung“ nur um ein Unterstützungsangebot von Jared Kushner, dem Schwiegersohn und leitenden Berater des Präsidenten Donald Trump. Eine erste vorläufige Regierungsgenehmigung für einen Teil des Projekts wurde ein halbes Jahr später erteilt. 2021 löschte die Boring Company Verweise auf das Projekt von ihrer Website. Wie auch einige andere Projekte des Unternehmens verlief das Projekt laut Beobachtern seitdem im Sand.
Ende Juli 2017 veröffentlichte Musk ein Video eines funktionsfähigen Auto-Aufzugs.
Im August 2017 erhielt Musk von der Stadt Hawthorne, wo das Unternehmen seinen Sitz hat, die Erlaubnis, einen Tunnel unter dem Stadtgebiet zu graben. Bei dem etwa drei Kilometer langen Tunnel handelt es sich um einen Testtunnel für ein unterirdisches Verkehrssystem. Dieser sollte am 10. Dezember 2018 eröffnet werden. Am 18. Dezember wurde der Hawthorne-Tunnel schließlich, eine Woche später als zunächst geplant, eröffnet. Dabei nutzte das Unternehmen mit zusätzlichen, ausklappbaren Rollen ausgestattete Tesla-Model-X-Fahrzeuge.
Im März 2019 wurde bekannt, dass die Firma ein unterirdisches Transportsystem für die Messe in Las Vegas errichten soll. Eine spätere Erweiterung könnte dann auch den Flughafen und das Stadion der Stadt mit einbinden. Im Mai 2023 erhielt TBC die Bewilligung, ihr geplantes Tunnelnetz in und um Las Vegas um umgerechnet 40 Kilometer und 18 Haltestationen zu erweitern. Das entschied die Baukommission des Clark County, in dem Las Vegas liegt.
Im Februar 2021 erklärte der Bürgermeister von Miami, das Unternehmen habe angegeben, es könne einen geplanten 3,2 km langen Tunnel unter den Miami River für 30 Millionen US-Dollar statt der von der Stadt veranschlagten einen Milliarde US-Dollar bauen. Statt der ursprünglich geplanten vier Jahre solle der Bau nur ein halbes Jahr dauern.

## Finanzierung
Die Boring Company finanziert sich unter anderem durch Merchandising. Zunächst wurden Baseballkappen mit der Aufschrift The BORING Company in limitierter Zahl von 50.000 Stück zu je 20 Dollar verkauft und der Versand der zweiten Charge für den 23. Februar 2018 angekündigt.

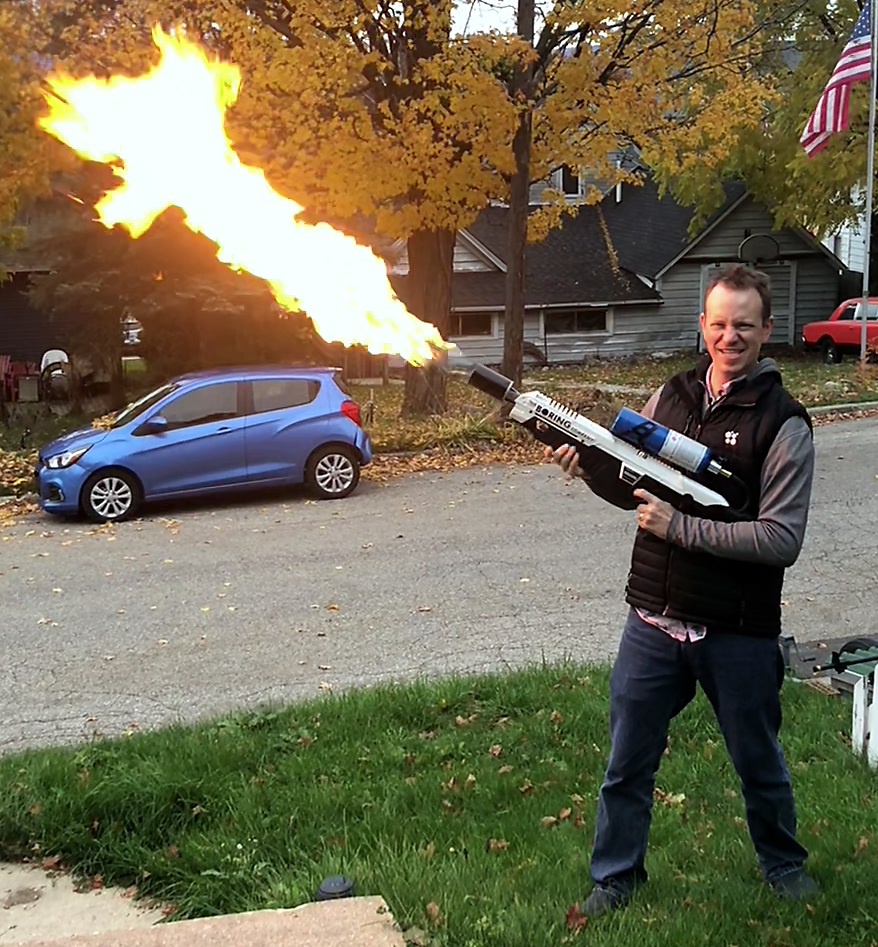
Verwendung eines Boring-Company-„Flammenwerfers“

Am 27. Januar 2018 kündigte dann das Unternehmen für April 2018 den Verkauf von 20.000 als „Flammenwerfer“ bezeichneten Geräten zu 500 Dollar sowie von „überteuerten“ Feuerlöschern für 30 Dollar an. Die „Flammenwerfer“ werden beworben mit „Guaranteed to liven up any party! World’s safest flamethrower!“ („Belebt garantiert jede Party! Sicherster Flammenwerfer der Welt!“) Innerhalb von fünf Tagen war die gesamte geplante Produktion durch Vorbestellungen ausverkauft. In zwei Videos und einem Bild werden drei verschieden aussehende Prototypen des Geräts gezeigt, die offenbar auf dem Softair-Gewehr CSI S.T.A.R. XR-5 basieren, an dem vorne ein Gasbrenner montiert wurde. Auf einem davon ist auch eine Flüssiggasflasche montiert. Der Gasbrenner der Prototypen liefert mit wenig Luftbeimischung eine bis zu 1 m lange gelb leuchtende Flackerflamme oder in einem anderen Video mit Luftbeimischung eine etwa 35 cm lange blaue Flamme. Brennende Flüssigkeit wird keine ausgestoßen.
Der Flammenwerfer ist eine Anspielung auf eine Filmszene in Mel Brooks’ Spaceballs, in der „Yoghurt“ ein ähnliches Gerät als Merchandising-Artikel anpreist. Bereits während des Baseballkappenverkaufs hatte Elon Musk auf eine Frage nach dem Finanzierungsmodell der Boring Company halb scherzhaft geantwortet, das „echte Geld“ komme vom Merchandising, wie er es aus dem „Dokumentarfilm“ Spaceballs gelernt habe.
Im April 2017 stellten die Eigentümer des Unternehmens 113 Millionen US-Dollar an neuem Kapital bereit. Im April 2022 wurde eine weitere Finanzierungsrunde mit 675 Mio. US-Dollar abgeschlossen, woraus sich eine Firmenbewertung von 5,675 Milliarden US-Dollar ergab.

## Kritik
Das Transportkonzept von The Boring Company, Autos unterirdisch auf selbstfahrenden Plattformen zu befördern, wurde nicht nur positiv aufgenommen. Kritisiert wurde unter anderem der Fokus auf Individualverkehr, dass weiter daran gearbeitet werde, noch mehr Ressourcen in die Beförderung von Autos zu investieren, in denen häufig nur eine Person sitze, anstatt die Effizienz des Transports im Personenverkehr zu verbessern und die Verkehrsdichte insgesamt zu erhöhen.
Im Interview mit Wired äußerte der deutsche Tunnelbau-Experte Manfred König 2017 Bedenken an der Umsetzbarkeit von Musks Vorhaben. Unter anderem sieht er die Geologie, die Baustellenlogistik und den Brandschutz als große Herausforderungen an. König verweist dabei auf die Komplikationen bei der Umsetzung des Verkehrsprojekts Stuttgart 21.
Das Wall Street Journal berichtete Ende 2022, dass die Firma wiederholt Kommunen in den USA mit dem Versprechen gelockt hatte, das oberirdische Verkehrschaos mit Tunneln zu lösen, nur um dann einen Rückzieher zu machen. Angestellte warfen dem Unternehmen einen laxen Umgangs mit Sicherheitsvorgaben vor, der Arbeiter gefährde; unter anderem seien sie durch Chemikalien verätzt worden. Die Occupational Safety and Health Administration verhängte gegen die Boring Company ein Bußgeld wegen acht „schwerwiegender“ Verstöße, die das Unternehmen jedoch unter Einlegung von Rechtsmitteln vehement bestritt.
Im Jahr 2024 gab es außer dem Las Vegas Convention Center Loop (LVCC Loop) keine weiteren Projekte.

## Mars
Musk deutete 2017 an, dass die von der The Boring Company entwickelte Tunnelbau-Technologie eventuell auch auf dem Mars zum Einsatz kommen könnte, wo er die Vision verfolgt, eine autarke Marskolonisation zu bilden.

“I do think getting good at digging tunnels could be really helpful for Mars. […] For sure there’s going to be a lot of icing mining on Mars, and mining in general to get raw materials. […] You can build a tremendous amount underground with the right boring technology on Mars. […] So I think there is some overlap in that technology development arena. […] And then, along the way, building underground habitats where you could get radiation shielding … you could build an entire city underground if you wanted to.”

„Ich denke, gut im Tunnelgraben zu werden, könnte wirklich hilfreich für den Mars sein. […] Sicher wird’s dort auf dem Mars viel Bergbau in Eiszonen geben und Bergbau im Allgemeinen, um an Rohstoffe zu kommen. […] Mit der richtigen Bohrtechnologie kann man auf dem Mars eine ungeheure Menge unterirdisch bauen. […] Daher glaube ich, dass es in diesem Bereich der technologischen Entwicklung eine gewisse Überschneidung gibt. […] Und wenn man dann unterirdische Unterkünfte für den nötigen Strahlenschutz baut, … kannst du, wenn du willst, gleich eine ganze Stadt unterirdisch bauen.“